# Premier

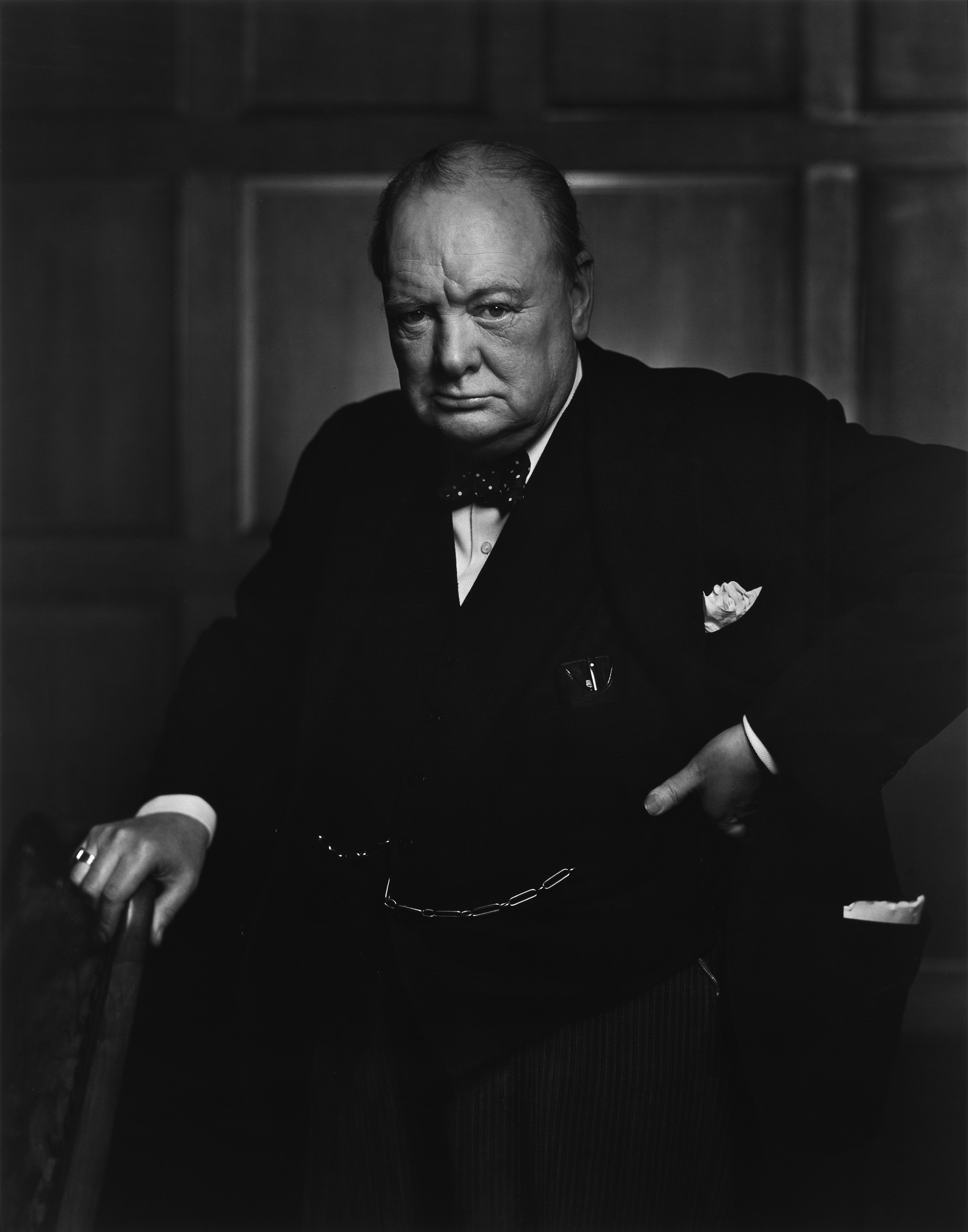
Winston Churchill, premier Wielkiej Brytanii w latach 1940–1945 i 1951–1955

Premier (z fr. premier – pierwszy) – reprezentant i kierownik rządu, o różnym zakresie uprawnień w zależności od systemu prawnego danego państwa. Najczęściej organizuje i koordynuje prace rządu, zwołuje jego posiedzenia, ma prawo do wnioskowania powołań i odwołań pozostałych członków rządu oraz obsadza niektóre ważne stanowiska i urzędy.
Stanowisko premiera często posiada odmienne nazwy w zależności od danego państwa. Przykładowo w Polsce nazywany jest on prezesem Rady Ministrów, w Wielkiej Brytanii – pierwszym ministrem (ang. prime minister), a w Niemczech i Austrii – kanclerzem (niem. Kanzler).
W systemie francuskim premier przewodniczy posiedzeniom rządu i organizuje pracę Rady Ministrów, nie będąc jednak urzędem dominującym w koalicyjnym z reguły rządzie. W Wielkiej Brytanii premier nie jest formalnie zwierzchnikiem ministrów, jednak posiada autorytet przywódcy partii rządzącej. Odmiennie niż w systemie kanclerskim (zwłaszcza w Niemczech), gdzie premier (kanclerz) jest ich formalnym zwierzchnikiem. W systemach demokratycznych, w których nie występuje urząd premiera (np. w USA), rolę szefa rządu sprawuje prezydent.
W Polsce premier (prezes Rady Ministrów) powoływany jest przez prezydenta, powołując następnie (na wniosek premiera) pozostałych członków rządu. W przypadku gdy tak powstały rząd nie uzyska wotum zaufania, premier wybierany jest na mocy głosowania sejmu.